# Al-Ahli Club de Saná
El Al-Ahli Club Saná (en árabe y oficialmente, نادي أهلي صنعاء) es un equipo de fútbol de Yemen que juega en la Liga Yemení, la liga de fútbol más importante del país.
Fue fundado en el año 1937 en la capital Saná. Es uno de los equipos más ganadores de Yemen, al acumular 10 títulos de Liga y 5 títulos de Copa.
A nivel internacional ha participado en 9 torneos continentales, donde su mejor participación ha sido en la Recopa de la AFC del año 1992, donde avanzó hasta la Segunda Ronda.

## Palmarés
- Liga Yemení: 10

1981, 1983, 1984, 1988, 1992, 1994, 1999, 2000, 2001, 2007
- Copa Presidente de Yemen: 3

2001, 2003-04, 2009
- Copa Unidad: 1

2004
- - Finalista: 1

1999
- Copa Esteghlal Yemení: 1

2006
- Copa Nassem: 0
  - Finalista: 1

2003

## Participación en competiciones de la AFC
- Champions League: 1 aparición

2003 - Clasificatoria Oeste - Tercera Ronda
- Copa de la AFC: 2 apariciones

2008 - Fase de grupos
2010 - Fase de grupos
- Copa de Clubes de Asia: 4 apariciones

1986 - abandonó en la Ronda Clasificatoria
1990 - Ronda Clasificatoria
1994 - Primera Ronda Clasificatoria
2001 - Primera Ronda
- Recopa de la AFC: 2 apariciones

1992 - Segunda Ronda
1999 - Primera Ronda